# Gustavo Leigh
Gustavo Leigh Guzmán (Santiago del Cile, 19 settembre 1920 – Santiago del Cile, 29 settembre 1999) è stato un generale cileno, fu rappresentante della Forza aerea del Cile durante il Colpo di Stato in Cile del 1973, e per un breve periodo nella Giunta militare cilena, nel 1978 fu espulso dalle forze armate cilene dalla giunta militare.

## Biografia
Leigh nacque a Santiago del Cile, figlio del colonnello dell'Esercito cileno Hernán Leigh Bañados e di Laura Guzmán Cea. Dopo una brillante carriera da pilota, il presidente Salvador Allende lo nominò comandante in capo della Forza aerea del Cile (aeronautica militare del Cile) il 17 agosto 1973, non tenendo in conto il principio dell'anzianità di servizio. Nonostante questa promozione, fu uno dei primi ufficiali delle Forze armate cilene a firmare il documento abbozzato dall'ammiraglio José Toribio Merino per deporre proprio Allende.
Leigh emerse come uno dei membri più radicali nella giunta militare cilena. Appena quattro ore dopo il golpe che aveva deposto Allende, giurò che i militari avrebbero "eradicato il cancro marxista dalla loro patria, fino alle estreme conseguenze". Fu proprio su suo ordine che la forza aerea cilena bombardò e danneggio gravemente il palazzo presidenziale, per stroncare la resistenza di Allende e del suo piccolo gruppo di sostenitori. In seguito rispose alle critiche per aver bombardato la Moneda con queste parole "fu una misura dura da prendere, ma credetemi per quanto vi dico, fu una misura che salvò molte vite, poiché il presidente Allende aveva deciso di morire nella Moneda".
In seguito scattò una dura repressione degli attivisti di sinistra, e la forza aerea di Leigh si guadagnò una reputazione per essere implacabile con i dissidenti. Leigh difese la scelta del colpo di stato, argomentando che la guerra civile tra cileni sarebbe stata inevitabile. Quando il presidente degli Stati Uniti Jimmy Carter criticò la guida militare in Cile nel 1977, Leigh disse queste parole "Lui (Carter) è un ipocrita. Condanna il Cile, ma allo stesso tempo vuole rapporti più stretti con la Cuba di Castro, che è guidata da un regime autoritario da 18 anni".
Leigh fece purgare la forza aerea da ufficiali con simpatie di sinistra come il generale Alberto Bachelet (padre di Michelle Bachelet, futura presidente del Cile) e chiamò ripetutamente tutti i cileni a denunciare gli attivisti di sinistra alle autorità militari. Ciò nonostante entrò in conflitto con il generale Augusto Pinochet, il leader della giunta militare a causa della sua riluttanza a specificare una data per il ritorno della democrazia. Leigh si oppose strenuamente al potere crescente di Pinochet nella giunta militare. Nel 1978, quando Pinochet indisse un voto per far sì che i cileni rigettassero la condanna delle Nazioni Unite per la violazione dei diritti umani da parte del regime militare, Leigh criticò tale scelta per essere tipica "di governi, in cui il potere e nelle mani di un singolo dittatore". Pinochet si convinse che Leigh volesse spodestarlo alla guida del paese. "Pinochet credette sempre che fossi interessato a prendere il potere contro di lui, qualcosa che non era mai entrato nella mia mente", una frase pronunciata da Leigh durante una delle sue ultime interviste televisive.
Il generale Leigh era uno strenuo sostenitore dell'intervento statale nell'economia. Era grandemente influenzato dal modello economico egiziano lanciato da Anwar al-Sadat (era un amico di Hosni Mubarak, il comandante dell'aeronautica egiziana dal 1971) un'economia mista basata sui principi del libero mercato ma con una forte presenza dello stato nell'industria pesante e una forte regolazione statale sugli importi stranieri e sul mercato finanziario di speculazione. Per questi suoi pensieri economici ebbe diversi scontri con la politica di economia di libero mercato propugnata dai cosiddetti Chicago Boys che erano sostenuti dagli Stati Uniti e da Pinochet in persona. Leigh si oppose strenuamente a qualsiasi disinvestimento o privatizzazione dell'industria mineraria di proprietà statale, la Codelco. Questa sua opposizione causò il suo allontanamento il 24 luglio 1978, in un decreto firmato dai più alti membri della giunta militare.
La giunta militare scelse Fernando Matthei come suo successore. Nonostante le sue forti differenze con il generale Pinochet, si oppose fermamente all'arresto di quest'ultimo nel 1998 tacciandolo come violazione della sovranità cilena.
Leigh venne detenuto da un giudice che investigò sul suo ruolo nella sparizione di 12 capi comunisti, ma la Suprema corte del Cile ordinò il suo rilascio in virtù della legge di amnistia.
Il 21 marzo 1990 membri del gruppo guerrigliero di sinistra del Fronte Patriottico Manuel Rodríguez, fecero irruzione nel suo ufficio aprendo il fuoco contro di lui. Cinque proiettili colpirono il suo corpo. Oltre che alla perdita di un occhio, fu in grado di effettuare un completo recupero.
Morì il 29 settembre 1999 all'età di 79 anni nell'ospedale della forza aerea di Santiago del Cile a causa di problemi cardiovascolari.